# Bộ Tổng tư lệnh Quân lực (Đức Quốc xã)

Hiệu kỳ của Thống chế Chỉ huy trưởng Bộ Tổng tư lệnh Quân lực của Đức Quốc xã (1941–1945)

Bộ Tổng tư lệnh Quân lực (tiếng Đức: Oberkommando der Wehrmacht, tiếng Đức: [ˈoːbɐkɔˌmando deːɐ̯ ˈveːɐ̯ˌmaxt] ⓘ, viết tắt OKW, tiếng Đức: [oːkaːˈveː] ⓘ), còn gọi là Bộ Chỉ huy Tối cao Quân lực, về danh nghĩa là cơ quan chỉ đạo tối cao của Quân đội Đức Quốc xã trong Thế chiến thứ hai, thực hiện các chức năng của Bộ Tổng tham mưu trong việc điều phối các hoạt động tác chiến của các lực lượng Hải quân - Lục quân - Không quân.
Trên thực tế, OKW chỉ giữ một vai trò khá khiêm tốn là cơ quan giúp việc cho Tổng tư lệnh tối cao Các lực lượng vũ trang (Obersten Befehlshaber der Wehrmacht) trong việc xây dựng các kế hoạch tác chiến theo chỉ đạo, rất ít có ảnh hưởng trực tiếp đến các quân chủng, vốn có cơ quan chỉ huy và tham mưu riêng. Mãi đến khi chiến tranh mở rộng quy mô, OKW mới bắt đầu giành được quyền kiểm soát lớn hơn đối với Lục quân, đặc biệt là ở Mặt trận phía Tây. Kể từ năm 1942, đã có sự phân chia quyền lực về mặt địa lý giữa OKW và Bộ Tổng tư lệnh Lục quân (Oberkommando des Heeres - OKH), do Quốc trưởng Adolf Hitler, Tổng tư lệnh Quân lực, kiêm Tổng tư lệnh Lục quân. Trong khi các hoạt động chỉ đạo tác chiến của OKH ngày càng tập trung vào Mặt trận phía Đông, OKW ngày càng có nhiều quyền lực hơn để chỉ đạo các hoạt động tác chiến ở Mặt trận phía Tây, mở rộng cả ở Châu Phi và sau đó là ở Ý.
Chỉ huy trưởng của Bộ Tổng tư lệnh Quân lực (Chef des OKW), tương đương với chức vụ Tổng tham mưu trưởng, là Wilhelm Keitel (Thượng tướng pháo binh 1/8/1937, Đại tướng 1/11/1938, Thống chế 19/7/1940). Ông là người đầu tiên và duy nhất giữ chức vụ này trong suốt thời gian tồn tại của nó (4/2/1938 - 8/5/1945), dù cho có nhiều bất đồng với Tổng tư lệnh tối cao Adolf Hitler.

## Hình thành
Sau Thế chiến thứ nhất, cơ quan lãnh đạo quân sự của thế chế Cộng hòa Weimar là Bộ Phòng vệ Đế chế (Reichswehrministerium - RWM), thay thế cho các bộ chiến tranh riêng rẽ của Phổ, Bayern, Sachsen và Württemberg. Ngoài ra, quyền chỉ huy tác chiến thuộc về các chỉ huy trưởng của Bộ chỉ huy Lục quân (Heeresleitung) hoặc Bộ chỉ huy Hải quân (Marineleitung). Bộ Tổng tham mưu Đế chế bị giải thể, thay vào đó, một cơ quan "hiền lành" hơn được tạo ra để đảm nhận chức năng tham mưu, gọi là Văn phòng Quân đội (Truppenamt).
OKW thành lập ngày 4 tháng 2 năm 1938 sau sự kiện Blomberg-Fritsch. Thống chế Werner von Blomberg bị tước quyền và Bộ chiến tranh Đế quốc Đức bị hủy bỏ. OKW thay thế Bộ chiến tranh. Sự thành lập OKW được xem như một trong những mưu tính của Adolf Hitler trong kế hoạch tạo dựng vây cánh và bành trướng quyền lực của mình. Hitler lên chức Quốc trưởng (Führer) và đảm nhận luôn chức Thủ tướng Đế chế (Reich Chancellor), kiêm nhiệm chức vụ Tổng tư lệnh Tối cao (Oberbefehlshaber) của Wehrmacht.

## Cơ cấu chỉ huy
Tổng tư lệnh Tối cao (Oberbefehlshaber - OB)
- Führer Adolf Hitler (1938-1945)
- Đại đô đốc Karl Dönitz (1945)

Chỉ huy trưởng (Chef des OKW)
- Đại tướng Wilhelm Keitel (1938-1945) (Thống chế 1940)

### Cơ quan giúp việc
Bộ Tổng tư lệnh Quân lực có 6 cơ quan giúp việc cấp Tổng cục, bao gồm:
- Tổng cục Chỉ đạo Tác chiến (Wehrmachtführungsamt - WFA, từ 1940 đổi thành Wehrmachtführungsstab - WFSt)

Trưởng ban
- Đại tá Alfred Jodl (1938-1945) (Thiếu tướng 1939, Thượng tướng Pháo binh 1940, Đại tướng 1944)

Phó ban
- Đại tá Walter Warlimont (1939-1944) (Thiếu tướng 1940, Trung tướng 1942, Thượng tướng Pháo binh 1944)
- Trung tướng Günther Blumentritt (1942)

## Cơ quan liên kết

### Bộ Tổng tư lệnh Lục quân (OKH)
Tổng tư lệnh Lục quân
- Đại tướng Werner von Fritsch (1935-1938)
- Thống chế Walther von Brauchitsch (1938-1941)
- Adolf Hitler (1941-1945)
- Thống chế Ferdinand Schörner (1945)

Tham mưu trưởng Lục quân
- Đại tướng Ludwig Beck (1935-1938)
- Đại tướng Franz Halder (1938-1942)
- Đại tướng Kurt Zeitzler (1942-1944)
- Đại tướng Heinz Guderian (1944-1945)
- Thượng tướng Bộ binh Hans Krebs (1945)

### Bộ Tổng tư lệnh Không quân (OKL)
Tổng tư lệnh Không quân
- Thống chế Đế chế Hermann Göring (1935-1945)
- Thống chế Robert Ritter von Greim (1945)

Phó Tư lệnh kiêm Tổng Thanh tra
- Thống chế Erhard Milch (1938-1945)

Tham mưu trưởng Không quân
- Trung tướng Walther Wever (1935-1936)
- Trung tướng Albert Kesselring (1936-1937)
- Trung tướng Hans-Jürgen Stumpff (1937-1939) (Thượng tướng Không quân 1938)
- Đại tá Hans Jeschonnek (1939-1943) (Thiếu tướng 1939, vượt cấp Thượng tướng Không quân 1940, Đại tướng 1942)
- Thượng tướng Không quân Günter Korten (1943-1944) (truy thăng Đại tướng 1944)
- Thượng tướng Không quân Werner Kreipe (1944)
- Thượng tướng Không quân Karl Koller (1944-1945)

### Bộ Tổng tư lệnh Hải quân (OKM)
Tổng tư lệnh Hải quân
- Đô đốc Erich Raeder (1928-1943) (Chánh đô đốc 1936, Đại đô đốc 1939)
- Đại đô đốc Karl Dönitz (1943-1945)
- Chánh đô đốc Hans-Georg von Friedeburg (1945)
- Chánh đô đốc Walter Warzecha (1945)

Tham mưu trưởng Hải quân
- Chuẩn đô đốc Otto Groos (1931-1934) (Phó đô đốc 1934)
- Đại tá Hải quân Günther Guse (1934-1938) (Chuẩn đô đốc 1935, Phó đô đốc 1937)
- Chuẩn đô đốc Otto Schniewind (1938-1941) (Phó đô đốc, Đô đốc 1940)
- Phó đô đốc Kurt Fricke (1941-1943) (Đô đốc 1942)
- Phó đô đốc Wilhelm Meisel (1943-1945) (Đô đốc 1944)